# Fingolfin

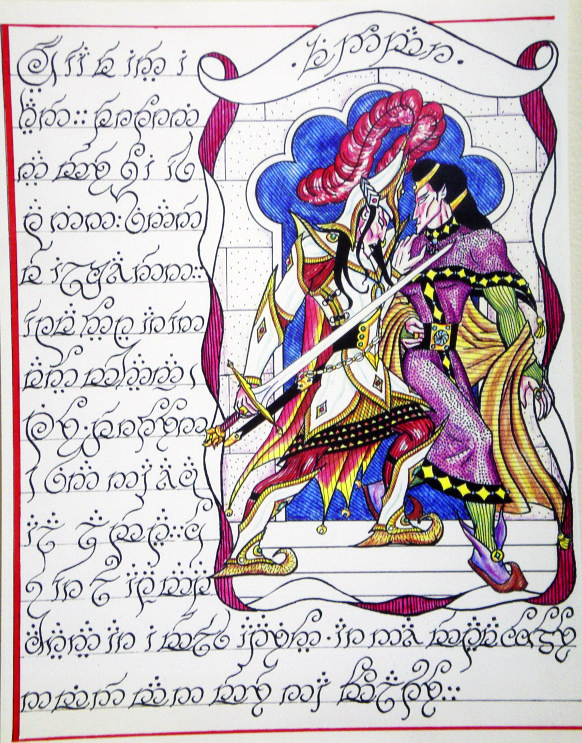
Fëanor hotar Fingolfin. (Illustration av Tom Loback)

I J.R.R. Tolkiens berättelser om Midgård var Fingolfin högkonung av noldor i Beleriand, den näst äldste sonen till Finwë, helbroder med Finarfin och halvbroder med Fëanor, som var Finwës äldste son. Hans moder var Indis. Han grundade Fingolfins Hus som härskade över noldor i Midgård. Hans fru var Anairë och hans barn var Fingon, Turgon, Aredhel och Argon. Fingolfin sades vara den starkaste, mest ståndaktiga och mest modige av Finwës söner, och vissa nämner honom som den mäktigaste av alla Ilúvatars barn. Hans namn på quenya var Nolofinwë eller ”vis Finwë”.
Fingolfin föddes av Finwës andra fru, Indis efter att Míriel dött, precis som Finarfin. Medan de bodde i Aman var det alltid bråk mellan Indis söner och Míriels son (Fëanor), mest på grund av Melkors häxeri. Dock sökte Fingolfin en bättre relation med Fëanor. Även efter att Fëanor hotat honom med svärd och bannlysts från Tirion så förlät Fingolfin honom och försökte bättra på deras relation. Detta hände ganska nära förstörelsen av de två träden och Valinors mörker. Efter detta och Fëanors beslut att lämna Aman kom Fingolfin att följa honom i exil för att inte överge hans folk.
Fingolfin ledde den största armén av noldor när de flydde från Aman till Midgård, även då han tyckte detta var oklokt ville han inte lämna sitt folk åt Fëanor. Han var den som tog dem över isen i Helcaraxë och kort därefter, då Solen för första gången gick upp kom han till Angbands portar slog på dem, men Morgoth stannade gömd därinne. Fingolfin och noldor kom då till de norra stränderna av sjön Mithrim dit Fëanors armé hade anlänt.
Hans son Fingon räddade Maedhros, Fëanors son, som krävt titeln som högkonung; dock blev Fingolfin utsedd till det. Han kom sedan att härska från Hithlum, vid sjön Mithrims norra stränder.
Efter att ha besegrat orcherna i Dagor Aglareb höll Fingolfin Belägringen av Angband under nästan fyra hundra år. Men belägringen stoppades plötsligt av Morgoth i Dagor Bragollach och många av Beleriands folk flydde. När Fingolfin fick reda på detta, och fick falska rapporter om att hans folk blivit omringade på alla fronter blev han fylld med raseri och förtvivlan. Han tog sin häst Rochallor och sitt svärd Ringil och red ensam till Angband. Alla hans fiender flydde från honom i fruktan av hans vrede och misstog honom i hans ilska för Oromë, en av valars jägare.
Han slog på Angbands portar och utmanade Morgoth på en duell. Trots att Morgoth fruktade Fingolfin (av alla valar var Morgoth den enda som kände fruktan) var han tvungen att anta utmaningen annars skulle han få skämmas bland sina undersåtar. Sju gånger skadade Fingolfin Morgoth och sju gånger skrek Morgoth av smärta och sju gånger kom Morgoths arméer att kvida av vånda, men han kunde inte bli dräpt, eftersom han var en av valar. 
När Morgoth anföll värjde Fingolfin och undvek Morgoths hammare Grond då den smällde i marken. Dock blev Fingolfin till slut trött och snubblade på en krater. Då klämde Morgoth fast honom under sin fot och dödade honom, men inte innan det att Fingolfin med sina sista krafter svingat sitt svärd mot Morgoth. Morgoth kom hädanefter att halta. En upprörd Morgoth ville sedan förstöra den tappra konungens kropp, men Thorondor, herre över örnarna, flög då ner och krafsade Morgoth i ögonen och tog Fingolfins kropp till en klippa över Gondolin. Senare kom Turgon att bygga en stenkummel över sin faders kvarlevor.